# 台86線
台86線（たいはちじゅうろくせん）は、台南市南区から同市関廟区に至る台湾の東西向快速公路であり、別称は「台南関廟快速公路（たいなんかんびょうかいそくこうろ）」。

## 概要
- 全長：18.534Km
- 起点：台南市南区（台17線の交差地点）
- 終点：台南市関廟区（国道3号関廟IC）
- 経由地：

## 歴史
| 年 | 月日 | 事跡 |
| -- | ---- | ---- |

## 通過する自治体
- 台南市
  - 南区 - 仁徳区 - 帰仁区 - 関廟区

## インターチェンジなど
| 起点から (km) | 施設名       | 接続路線名 | 備考               | 所在地 | 所在地 |
| ------------- | ------------ | ---------- | ------------------ | ------ | ------ |
| 0.0           | 台南端       | 台17線     | 2013年12月15日開通 | 台南市 | 南区   |
| 2.0           | 湾裡IC       | 永成路     | 2010年12月16日開通 | 台南市 | 南区   |
| 5.3           | 台南IC       | 台1線      |                    | 台南市 | 仁徳区 |
| 8.4           | 仁徳JCT      | 国道1号    | 2004年5月18日開通  | 台南市 | 仁徳区 |
| 10.6          | 上侖IC       | 南151線    |                    | 台南市 | 仁徳区 |
| 11.8          | 大潭IC       | 南149線    |                    | 台南市 | 帰仁区 |
| 16.9          | 帰仁IC       | 市道182線  |                    | 台南市 | 帰仁区 |
| 17.4          | 関廟平面交差 | 台19甲線   | 1999年12月30日開通 | 台南市 | 関廟区 |
| 18.534        | 関廟IC       | 国道3号    | 1999年12月30日開通 | 台南市 | 関廟区 |